# Виртуален музей
Виртуалният музей представлява организирана сбирка от електронни експонати и източници на информация, като снимки, диаграми, графични изображения, видеоклипове, статии, бази данни и други. Освен това може да се осигури достъп до някои от основните хранилища за произведения на изкуството, събрани в най-важните музеи по света. Това е ново развитие на музейното дело, което е подпомогнато от глобалното навлизане на интернет, осигуряващо по-широк достъп до артефакти, свидетелстващи за развитието на човечеството и представящи материалното ни наследство.

## Изграждане
Технологията на виртуалните музеи се изгражда на основа на интерактивна околна среда.
Виртуалният музей може да поддържа интерактивни изложби, които представят виртуално представяне на музея чрез архитектурна възстановка на 3D, създаваща усещане за пространство. Въведени са различни видове техники за представяне на изграждането им, като например инфрачервена рефлектография, представяне на образи чрез X-ray (рентгеново лъчение), 3D лазерно сканиране, IBMR (Image-Based Modeling and Rendering) техники. С финансово подпомогнати от ЕС проекти е разработена нова система за виртуална реалност, наречена VIHAP3D за сканиране на артефактите.

## Виртуалните музеи по света
Музей на компютърното изкуство
Музеят на компютърното изкуство е основан през 1993 г. и е управляван от Дон–Арчър. Действа като нестопанска организация, регистриран е към Департмента на образованието в Ню Йорк. През 2002 г., музеят получава статут на музеен домейн от най-високо ниво от асоциацията на управление на музейни домейни.
Национален природонаучен музей на САЩ
Институцията често е наричана „Смитсонов природонаучен музей“, тъй като е под опеката на Смитсоновия институт. Музеят представлява комплекс от 19 по-малки музеи и изследователски центрове. Работи без прекъсване 364 дни в година.
Уеб екипът на музея е създал сайт, предлагащ виртуални разходки, чрез които се обхождат 3D модели на всяка стая; като функционалност е добавен и вирутален гид, а също има и възможност за избиране на конкретно място от картата. За оптималната работа на предлаганите функционалности се изисква добра интернет връзка и Flash плейър.
Лувър
Уеб екипът на Лувъра е изградил сайт с интуитивен дизайн, целящ бърза и лесна ориентация сред огромната база данни и полезна информация.
Виртуалният Лувър предлага възможност за разходка из 3D панорамен модел на музея и представените експозиции. При избиране на конкретен експонат може да бъде получена детайлна информация за него. 3D разходката е включена за част от музея, а за някои от галериите са представени обикновени панорамни разходки.
Музей на Ватикана
Музеят на Ватикана представлява комплекс от няколко музеи и предлага виртуална разходка из всеки от тях, чрез интерактивна карта на няколко нива, като допълнителна функционалност има добавена и 3D възстановка, а представените изображения са с висока детайлност.

## Виртуалните музеи в България
Първият виртуален музей в България се появява в Габрово през 2011 г.
Той интегрира 10 обекта в общината като общ проект „Индустриално Габрово“ за утвърждаване на града като национален туристически център. Включени са Регионален исторически музей, Габрово, Архитектурно-етнографски комплекс „Етъра“, Архитектурно-исторически резерват „Боженци“, Дечковата къща.
Виртуални музеи в България:
- Интерактивен музей на индустрията – Габрово
- проект „Сердика – Средец – София“
- проект „Живо наследство“
- Музей на българските компютри „Правец“
- Национален исторически музей
- Перперикон
- Национална художествена галерия

Онлайн видеоколекции в България:
- реконструкцията на музей „Старинен Несебър“
- виртуалните разходки из „Вила Армира
- Александровската гробница